# Nicetas lycon
Nicetas lycon är en fjärilsart som beskrevs av Druce 1891. Nicetas lycon ingår i släktet Nicetas och familjen nattflyn. Inga underarter finns listade i Catalogue of Life.